# Szpal
Szpal – album zespołu Sztywny Pal Azji wydany w 2001 roku nakładem wytwórni Universal Music PL / Scena FM.

## Lista utworów
źródło:.
1. „Tango” (muz. J. Kisiński) – 1:15
2. „Przepraszam” (muz. i sł. J. Kisiński) – 4:11
3. „Do You Love Me?” (muz. i sł. J. Kisiński) – 5:11
4. „Krakowscy artyści” (muz. i sł. J. Kisiński) – 4:34
5. „Nokaut” (muz. i sł. J. Kisiński) – 4:23
6. „Paryż” (muz. i sł. J. Kisiński) – 3:51
7. „15-letnie dziewczęta” (muz. i sł. J. Kisiński) – 4:22
8. „Polscy chłopcy” (muz. i sł. J. Kisiński) – 3:05
9. „Silniejsza niż ja” (muz. i sł. J. Kisiński) – 4:55
10. „Kissinsky” (muz. i sł. J. Kisiński) – 4:36
11. „Piosenka dla B.” (muz. i sł. J. Kisiński) – 4:46

## Muzycy
źródło:.
- Jarosław Kisiński – gitara, gitara basowa, śpiew
- Leszek Nowak – śpiew, fortepian, organy Hammonda
- Zbigniew Ciaputa – perkusja
- Waldemar Koterba – gitara
- Mariusz Ginalski – gitara basowa

gościnnie
- Maciej Czepielowski – wiolonczela
- Jacek Dumanowski – altówka
- Tomasz Góra – wiolonczela
- Piotr Kosobudzki – akordeon
- Ryszard Kramarczyk – akordeon, organy Hammonda
- Tomasz Kudyk – trąbka
- Wiesław Murzański – wiolonczela